# 自我安慰
自我安慰是香港歌手古巨基一首2007年推出的粵語歌曲，2022年古巨基聯同新晉歌手張天賦重新演繹此歌。

## 2007年版
自我安慰推出於2007年，由陳台證作曲、林夕填詞、古巨基演唱，收錄於古巨基同年的個人專輯《Moment》內。

## 2022年版
2022年古巨基籌劃一張合唱專輯《I Really Love To Sing》（IRLTS），與不同新晉歌手合唱自己的舊作，其中與張天賦合唱了自我安慰，兩人均被視為擅長假音。此版本編曲上，在前奏及中段加入了張天賦代表作記憶棉的旋律。
此版本的音樂影片由張天賦及許恩怡合演情侶，於大澳取景拍攝。

### 派台成績
| 地區 | 樂壇流行榜        | 最高位置 |
| ---- | ----------------- | -------- |
| 香港 | 903專業推介       | 15       |
| 香港 | 新城勁爆本地榜    | 1        |
| 香港 | 中文歌曲龍虎榜    | 1        |
| 香港 | Chill Club 推介榜 | 4        |